# Ivo Värk
Ivo Värk (* 26. Juni 1974) ist ein estnischer Marineoffizier. Seit Juni 2024 ist er der Befehlshaber der estnischen Marine.

## Leben
Ivo Värk wurde am 26. Juni 1974 in der damaligen Estnischen Sozialistischen Sowjetrepublik geboren.

### Militärische Laufbahn
Beförderungen
- Leutnant zur See (1999)
- Oberleutnant z.S. (2001)
- Kapitänleutnant (2004)
- Korvettenkapitän (2008)
- Fregattenkapitän (2011)
- Kapitän zur See (2020)
- Flottillenadmiral (2024)

Seit 1994 dient Ivo Värk bei den estnischen Seestreitkräfte. Von 1996 bis 1998 absolvierte er die Marineoffiziersschule in Deutschland. Im Anschluss an seine Offiziersausbildung diente er 1998 zunächst an Bord des Flaggschiffs Sulev. Im Jahr 1999 besuchte er eine Weiterbildung im Bereich der Minenkriegsführung in Belgien. Anschließend diente er ab 2000 an Bord des Minenjägers Wambola, dessen Kommando er 2001 übernahm. Ab 2003 fand Ivo Värk im Stab der Marine Verwendung und besuchte 2003 bis 2004 ein Aufbaustudium in den USA.
Im Jahr 2008 wurde er zum Korvettenkapitän befördert und zum Stabschef der Seestreitkräfte ernannt. Auf diesem Posten wurde er drei Jahre später zum Fregattenkapitän befördert. Später wurde er zum Kommandanten der Flotte ernannt. Im Juni 2020 wurde er zum Kapitän zu See befördert und fand in der Folge im Stab der Streitkräfte im Bereich Planung und Analyse Verwendung. Hier wurde er im Juni 2024 zum Flottillenadmiral befördert. Einige Tage später wurde er am 28. Juni 2024, in der Nachfolge von Jüri Saska, zum Chef der Seestreitkräfte ernannt.

### Privates
Ivo Värk ist verheiratet und Vater von zwei Kindern (eine Tochter und ein Sohn). Zu seinen Hobbys zählen Leichtathletik und Skifahren. Neben seiner Muttersprache beherrscht er auch Englisch, Deutsch und Russisch.